# Jacques Oudin (politico)
Jacques Oudin (Bandraboua, 7 ottobre 1939 – Suresnes, 21 marzo 2020) è stato un politico francese.

## Biografia
Figlio della viaggiatrice ucraina Sofya Yablonska, Jacques Oudin studiò all'HEC Paris, a Sciences Po e all'ENA.
Nel 1976 fu eletto consigliere generale del dipartimento della Vandea nel cantone di Noirmoutier-en-l'Île e nel 1977 consigliere comunale di La Guérinière, mentre nel 1982 fu nominato vicepresidente del consiglio generale e presidente della commissione sulla viabilità. Fu consigliere regionale del Pays de la Loire dal 1985 al 1986.   
Membro del RPR, poi dell'UPM, fu tesoriere del RPR tra il 1993 e il 1995. 
Fu membro del Senato di Francia dal 1986 al 2004, come rappresentante del dipartimento della Vandea.
Morì il 21 marzo 2020 all'età di 80 anni, vittima di complicazioni da COVID-19.